# Château de Caister
 (juin 2025).
Si vous disposez d'ouvrages ou d'articles de référence ou si vous connaissez des sites web de qualité traitant du thème abordé ici, merci de compléter l'article en donnant les références utiles à sa vérifiabilité et en les liant à la section « Notes et références ».
Le château de Caister est un château entouré de douves du XVe siècle situé dans la paroisse de West Caister, à environ 5 kilomètres au nord de la ville de Great Yarmouth dans le comté anglais de Norfolk.
La tour mesure 33 m de haut et est construite entre 1432 et 1446 par John Fastolf, qui (avec John Oldcastle) est une source d'inspiration pour Falstaff de William Shakespeare. Le château subit de graves dommages en 1469 lorsqu'il est assiégé et capturé par le duc de Norfolk. Le château, à l'exception de la tour, tombe en ruine après 1600 lorsqu'une nouvelle maison est construite à proximité.
La tour du château est toujours intacte et peut être escaladée par les visiteurs.

## Histoire

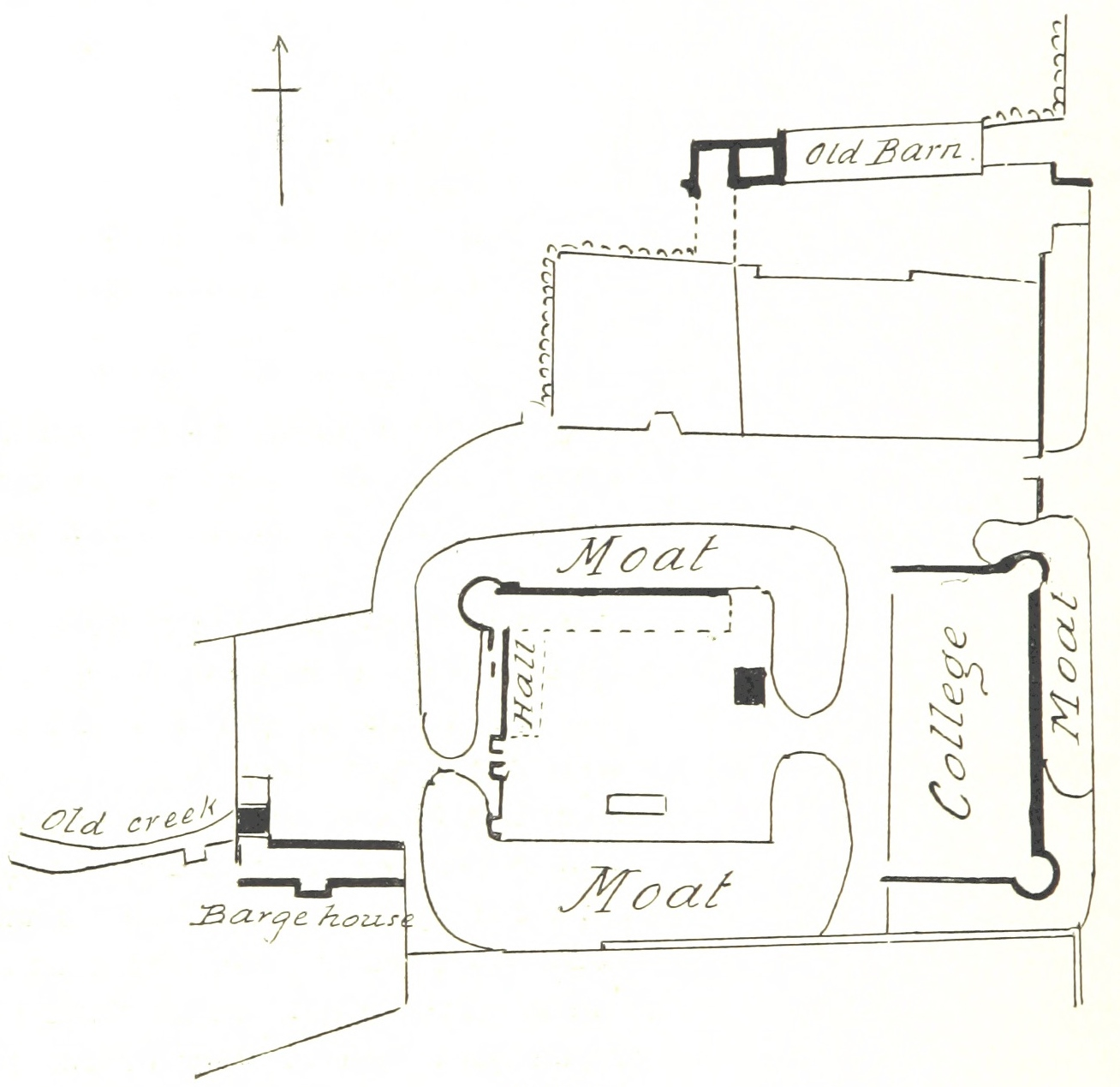
Un plan du château tiré de The Castles of England: their story and structure de JD Mackenzie

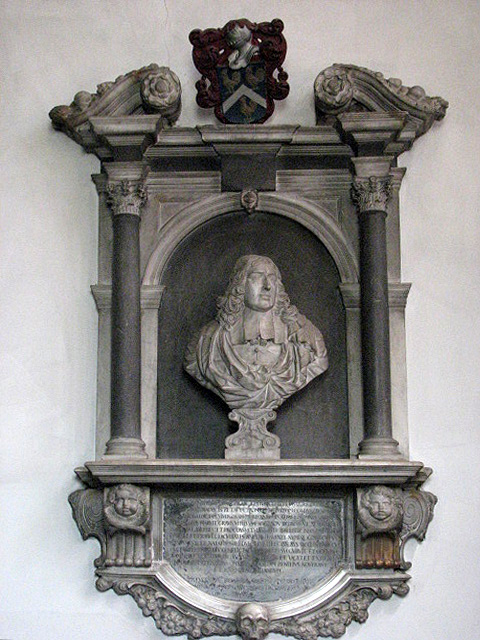
Monument mural de William Crow (mort en 1688), propriétaire du château à partir de 1659. Église Holy Trinity, Caister-on-Sea

Un inventaire détaillé des biens personnels de John Fastolf est réalisé après sa mort en 1459. Il comprend de la vaisselle en argent, de l'équipement pour sa chapelle, les vêtements et la tapisserie de sa garde-robe à Caister, son armure et le mobilier de plusieurs pièces et chambres nommées du château de Caister.
John Fastolf avait l'intention de transformer le château en une immense chapelle, pour prier pour son âme et celle de ses proches ; mais à la suite de divers conflits au sujet de son testament, il est dévolu à la famille Paston, tandis que la majeure partie de l'argent de Fastolf sert à doter le Magdalen College d'Oxford. Par conséquent, le château figure en bonne place dans les « Lettres de Paston », une collection unique de correspondance familiale couvrant la période des guerres des Deux-Roses, documentant les luttes de la famille Paston pour gravir et maintenir sa position sur l'échelle sociale anglaise. John Paston est un proche confident et conseiller de John Fastolf. John est mort sans enfant et intestat ; le château est l'une des nombreuses propriétés de son domaine. John Paston, avec une certaine justification, prétend être son héritier ; cela le met en conflit direct avec divers acteurs majeurs de l'époque, tels que le duc de Norfolk et William Yelverton.
En conséquence, le château est assiégé en août 1469 par le duc – dans le but de faire valoir ses propres droits de propriété – et défendu par John Paston junior et environ 30 hommes. La défense de deux mois est un échec, entraînant la mort d'un des plus anciens serviteurs du Paston, blessé par une arbalète, et la perte du château au profit du duc. Quelques années plus tard, le château est finalement rendu à la famille Paston. En 1659, les Paston le vendent à William Crow (décédé en 1688), tapissier et prêteur d'argent de la ville de Londres, dont le monument mural subsiste dans l'église Holy Trinity de Caister-on-Sea, bien que le beau buste sculpté en marbre de Crowe ait été volé en 2014.
Plus tard, le château passe par mariage à la famille Bedingfield. Le château souffre plus tard de négligence et du vol de pierres et d'autres éléments, notamment vers 1776, lorsque le révérend David Collyer retire un nouvel escalier de 122 marches en pierre de la tour et l'intègre à sa maison de Wroxham. Le fossé intérieur est comblé entre 1842 et 1893, et un lac est créé par l'élargissement du côté sud-est. En 1952, le propriétaire du château est Charles Hamblen-Thomas.
Le Caister Castle Motor Museum est créé dans les années 1960 dans le parc sud-ouest du château et comprend une collection privée de véhicules.